# Tombe dei giganti di Sa Mandara
Le tombe dei giganti di Sa Mandara a Guasila, nella città metropolitana di Cagliari, sono monumenti megalitici costituiti da sepolture collettive, a rituale inumatorio con deposizione primaria appartenenti alla civiltà nuragica (II millennio a.C.) e presenti in tutta la Sardegna.

## Descrizione
Le tombe dei giganti A e B, scavate nel territorio di Guasila nel 1980 in località Sa Mandara, sono distanti dall'abitato a circa 4 km e sorgono su un piccolo rilievo marnoso ad una distanza l'una dall'altra di 27,50 m ed orientate entrambe lungo l'asse N-W/S-E e con ingresso ad Est. A circa 500 m in direzione Sud sorge il nuraghe denominato "Bruncu e Sa Mandara".
La tomba A ha restituito dopo lo scavo un corpo di una lunghezza totale di 10,65 m con un corridoio pressoché rettangolare con una larghezza oscillante tra 1,90 m sul lato corto N-W e 2,20 m a S-E.
La tomba B di dimensioni inferiori ha restituito un corridoio rettangolare lungo 4,45 m con una larghezza di 1,75 m all'ingresso e di 1,60 m nel suo fondo.
Le pareti di entrambe le sepolture sono costituite da grossi blocchi in arenaria, quadrangolari e trapezoidali isodomi, disposti su due filari residui e su cui si apprezza l'utilizzo della martelletta. Nessuna lastra del soffitto è stata trovata in sito come non si apprezzano gli elementi attribuibili alle esedre.
Le due tombe, pesantemente sconvolte e danneggiate da scavi clandestini, hanno restituito un notevole numero di reperti ossei in deposizioni senza nessuna attendibilità stratigrafica. Dall'esame visivo dei crani rinvenuti si evidenzia una diffusa dolicocefalia.
Per quanto riguarda invece il ritrovamento di reperti materiali dalla tomba A proviene solamente un vago di collana in pasta vitrea di colore blu a forma prismatica con scanalature elicoidali esterne e foro longitudinale.
Provengono invece dalla tomba B un pugnaletto in bronzo del tipo a losanga con una lunghezza di 7 cm, alcuni frammenti bronzei attribuibili forse ad una lama, un bottone bronzeo a doppia perforazione, un vago di collana in ambra di forma sub-cilindrica lungo 1,6 cm, due elementi di collana in pasta vitrea rispettivamente di colore grigio-marrone e verde, un elemento in osso frammentato che presenta riferimenti con un elemento osseo da Santa Vittoria di Serri interpretato come bottone e da scarsi elementi ceramici, tre dei quali relativi ad una piccola ciotola carenata.
Dato il contesto di materiali rinvenuti entrambe le tombe si possono collocare in un arco cronologico che va dal Bronzo recente al Bronzo finale con riferimenti per quanto riguarda il pugnaletto bronzeo ed i vaghi di collana ed ambra a diversi reperti provenienti da diversi siti isolani.
Per quanto riguarda riferimenti architettonici e strutturali le tombe A e B di Sa Mandara di Guasila sono molto vicino alla tomba di Motrox'e Bois in territorio di Usellus (OR) collocata nell'età del Bronzo finale e come queste ultime priva di esedra e stele.